# Língua besme
Besme é uma língua Adamawa do Chade. É um dos três membros do grupo das línguas Kim, juntamente com a Kim e a  Goundo.